# 보비 클랜시
로버트 '보비' 클랜시(Robert 'Bobby' Clancy, 1927년 5월 14일~2002년 9월 6일)는 아일랜드의 가수이며 포크 음악가이다. 악기로는 초기에는 기타, 하모니카를 다루다가 1970년대에 들어와서는 밴조, 보란도 다루었다. 더 클랜시 브라더스에서는 두 차례 활동하였는데, 1969년부터 1971년까지는 하모니카를, 1977년부터 1998년까지는 밴조, 하모니카, 보란, 그리고 이따금씩 기타를 연주했다. 보비 클랜시는 멤버들 가운데 유일하게 전업 가수가 아니다. 원래 직업은 보험사 사장이다. 1960년에 여동생 페그 클랜시(Peg Clancy)와 함께 앨범을 냈다. 이후 1964년까지 페그 클랜시와 함께 앨범을 여러 차례 냈다. 1969년에 더 클랜시 브라더스 멤버였던 토미 메이컴이 그룹을 탈퇴하자 더 클랜시 브라더스에 합류했다. 1971년 그룹을 탈퇴하였고, 계속해서 보험사를 운영하면서도 앨범 몇 장을 내며 솔로 활동을 하였다. 1977년에 더 클랜시 브라더스가 재조직되었을 때 다시 그룹에 합류하였고, 이후 한 번도 탈퇴하지 않고 1998년까지 더 클랜시 브라더스 멤버 활동과 보험업을 병행하였다. 1998년 이후에는 아들 핀바르 클랜시(Finbar Clancy)와 미국 가수 에디 딜런(Eddie Dillon)과 함께 3인조로 활동하였다. 1999년에 특발성 폐섬유증으로 진단받았고, 이후로는 의자에 앉아서 2001년까지 공연하였다. 2001년 말에 은퇴하였고, 2002년 9월에 세상을 떠났다.